# Les Mordus (émission de télévision)
Les Mordus était un jeu télévisé québécois animé par André Robitaille et diffusé entre le 1er septembre 1997 et le 16 avril 2001 sur le réseau TVA.